# Développement technologique différentiel
Le développement technologique différentiel est une stratégie proposée par le philosophe transhumaniste Nick Bostrom, dans laquelle les sociétés influenceraient l'ordre   du développement des nouvelles technologies, retardant celles présentant des risques et accélérant le développement de celles pouvant contrôler ces risques,.
Paul Christiano pense que l'accélération du progrès technique, l'un des meilleurs moyens d'améliorer le bien-être humain, ne durera que quelques décennies, et qu'à long terme le  développement technologique différentiel sera plus important.
Inspirés par la vision de Bostrom, Luke Muehlhauser et Anna Salamon ont suggéré un projet plus général, le  « progrès intellectuel différentiel », c'est-à-dire une avance de la sagesse et de la compréhension des risques plus rapide que celle de la puissance technologique, ; cette idée a été développée par Brian Tomasik.